# Militärseelsorge (Bundeswehr)

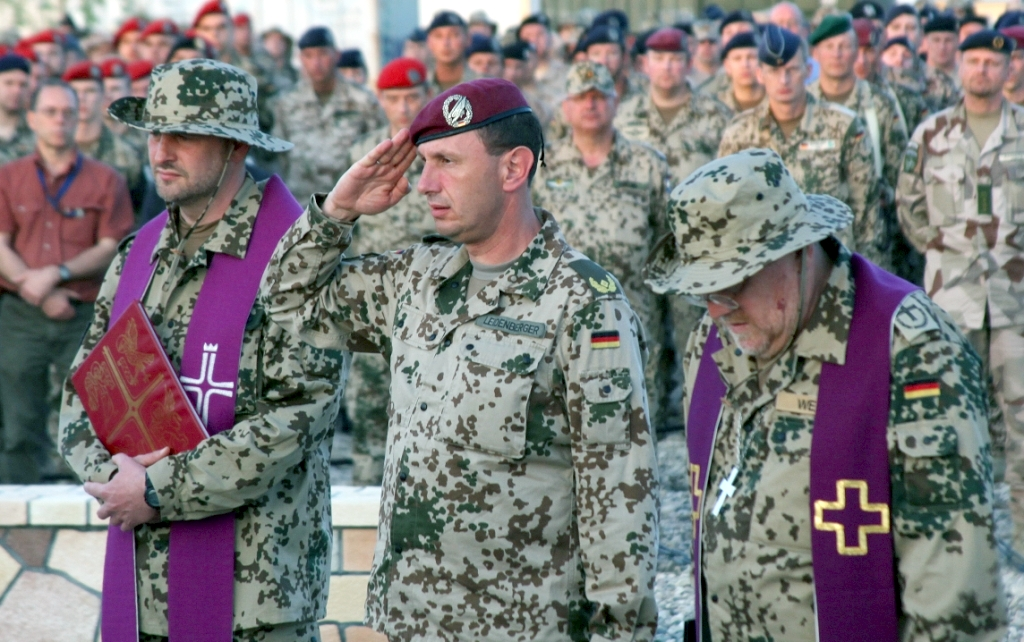
katholischer Militärpfarrer (links) und evangelischer Militärpfarrer (rechts) im ISAF-Einsatz

Die Militärseelsorge (MilSeels) ist ein ziviler Organisationsbereich der deutschen Bundeswehr mit der Aufgabe, einen Beitrag zur seelsorgerischen Betreuung der Soldaten und ihrer Familien zu leisten. Er ist in die Evangelische, die Katholische und Jüdische Militärseelsorge unterteilt.

## Aufgaben und Tätigkeiten
Etwa 50 Prozent der deutschen Soldaten gehörten 2020 einer christlichen Kirche an. Versetzungen, Truppenübungsplatz-Aufenthalte und Auslandseinsätze lassen ein eigenes geistliches Angebot für Soldaten und deren Familien sinnvoll erscheinen. Militärseelsorge ist kirchlicher Dienst und Seelsorge in der Arbeitswelt. Standortgottesdienste finden grundsätzlich werktags statt, oft in Garnisonskirchen. Soldaten feiern Gottesdienst in der Gemeinschaft der Kameraden. Die Militärseelsorger arbeiten in den Liegenschaften der Bundeswehr. Dadurch können sie den Kontakt zu ihren Gemeindemitgliedern, aber auch zu deren Kameraden während der Dienstzeit pflegen. Auf Rüstzeiten und religiösen Freizeiten kann über Fragen des Glaubens gesprochen werden. Die Militärseelsorge bietet auch verschiedene Veranstaltungen für Soldaten und ihre Familien an. Jedes Jahr organisiert das katholische Militärbischofsamt die Soldatenwallfahrt nach Lourdes in Frankreich. Die Militärseelsorge führt auch den lebenskundlichen Unterricht durch.

## Entstehung und rechtliche Grundlage
Die Militärseelsorge in der Bundeswehr ist durch Staatskirchenverträge bzw. den jüdischen Militärseelsorgevertrag geregelt. Es handelt sich hier um eine der „gemeinsamen Angelegenheiten“ von Staat und Religionsgemeinschaften (res mixta). Mit der Evangelischen Kirche in Deutschland wurde am 22. Februar 1957 der Militärseelsorgevertrag geschlossen und durch das Gesetz über die Militärseelsorge vom 26. Juli 1957 bestätigt; für den Bereich der katholischen Kirche gilt das Reichskonkordat, Artikel 27, aus dem Jahre 1933. Bereits im Juni 1951 begann die Seelsorge von zivilen Labor-Service-Einheiten, kasernierten deutschen Arbeitseinheiten bei den US-amerikanischen Streitkräften in Deutschland. Die Labor-Service-Seelsorge wurde damit zum Erprobungsfeld für die spätere Militärseelsorge.
Der Deutsche Bundestag hat am 28. Mai 2020 einstimmig beschlossen, dass Militärrabbiner und ein Militärrabbinat für die etwa 300 Soldaten jüdischen Glaubens in der Bundeswehr eingeführt werden. Die Unterzeichnung des Staatsvertrags erfolgte zwischen Bundesministerin der Verteidigung Annegret Kramp-Karrenbauer und dem Präsidenten des Zentralrates der Juden in Deutschland Josef Schuster im Rahmen des Jüdischen Gemeindetags am 20. Dezember 2019 in Berlin.

## Personal

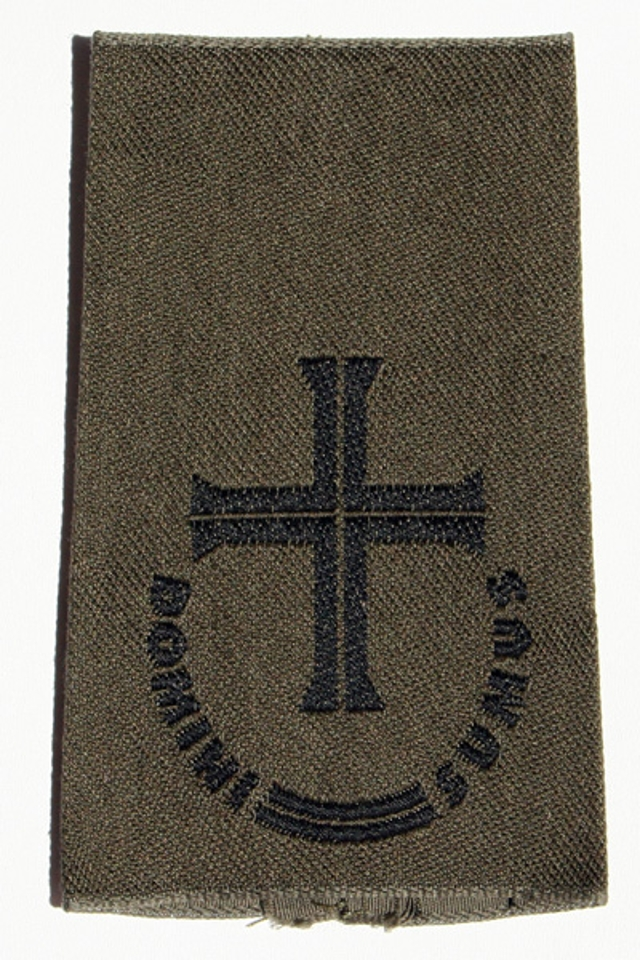
Schulterklappe Evangelischer Militärgeistlicher

Es gibt etwa 200 Stellen für Militärseelsorger, etwa je zur Hälfte evangelisch und katholisch. Hinzu kommen ebenso viele Pfarrhelfer. Die Jüdische Militärseelsorge beschäftigt im Militärrabbinat in Berlin mit seinen fünf Außenstellen Militärrabbiner und Rabbinatshelferinnen und -helfer. Die Seelsorger stehen in einem Beamtenverhältnis auf Zeit, die Pfarrhelfer sind Angestellte beim Dienstherrn Bundeswehr. In der Ausübung ihrer Tätigkeit sind sie von staatlicher Seite weisungsfrei. Ihre Besoldung erfolgt aus Mitteln des Verteidigungshaushaltes.
Die Militärseelsorger werden, in der Regel für mindestens sechs Jahre, von ihren Landeskirchen bzw. Diözesen für die Militärseelsorge freigestellt. Die Militärrabbiner werden auf Vorschlag des Militärbundesrabbiners und des Zentralrats der Juden in Deutschland eingestellt und als Beamte auf Zeit beschäftigt.
Sie nehmen an Übungen und Auslandseinsätzen der Bundeswehr teil. Im Einsatz tragen Militärseelsorger den Feldanzug als Arbeitskleidung mit speziellen Aufschiebeschlaufen anstatt Dienstgradabzeichen.

## Organisation

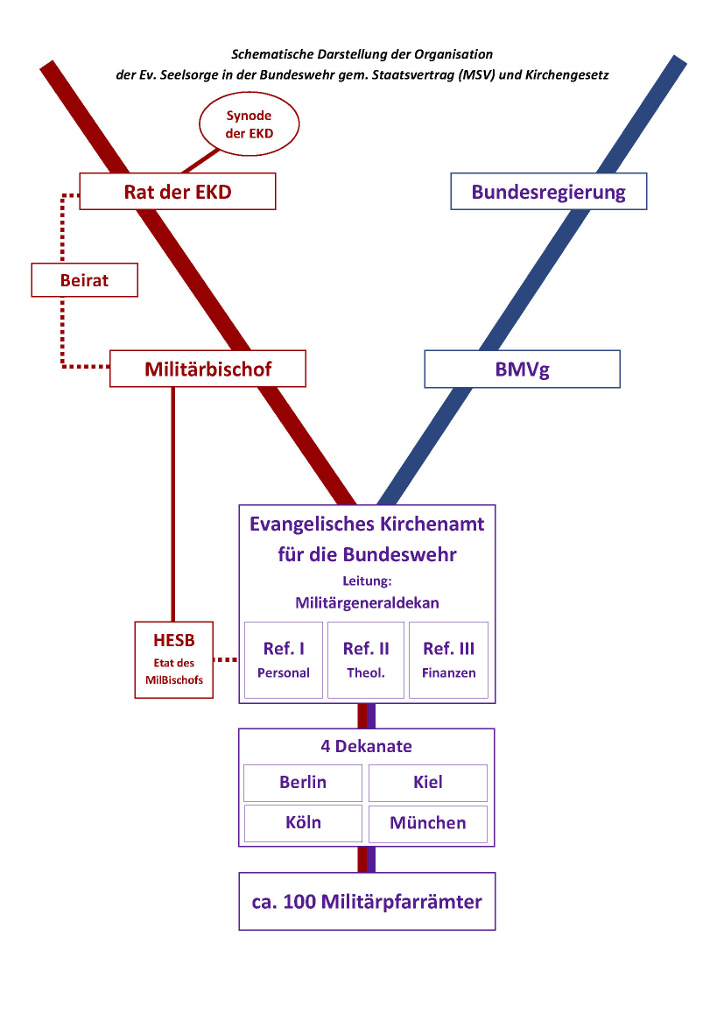
Organisation der Evangelischen Militärseelsorge

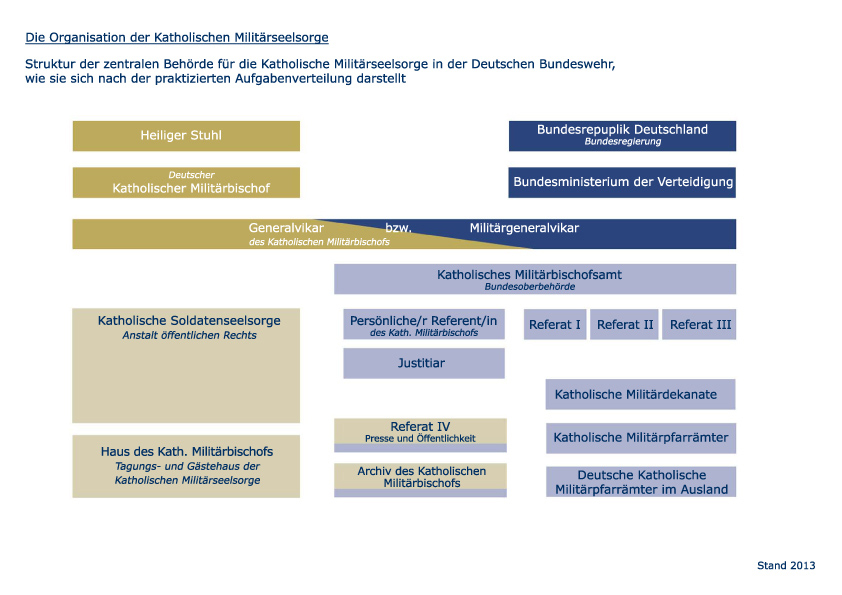
Organisation der Katholischen Militärseelsorge

An der Spitze der Organisation der Evangelischen Militärseelsorge steht das Evangelische Kirchenamt für die Bundeswehr (EKA) in Berlin. Die zentrale Dienststelle der Katholischen Militärseelsorge ist das Katholische Militärbischofsamt (KMBA) und der Jüdischen Militärseelsorge das Militärrabbinat, beide mit Hauptsitz in Berlin. Alle drei Bundesoberbehörden sind dem Bundesministerium der Verteidigung (BMVg) unmittelbar nachgeordnet und nehmen unter Leitung eines Militärgeneraldekans (EKA) bzw. eines Militärgeneralvikars (KMBA), Besoldungsgruppe B 6 Bundesbesoldungsordnung, alle mit der Militärseelsorge zusammenhängenden staatlichen Verwaltungsaufgaben wahr. Beim Militärrabbinat gibt es eine Behördenleiterin und den Militärbundesrabbiner als religiösen Leiter. Die Verwaltung der dem Katholischen Militärbischofsamt zustehenden Kirchensteuermittel der katholischen Soldaten obliegt der „Katholischen Soldatenseelsorge (KS) - Anstalt des öffentlichen Rechts (AöR)“.
Dem EKA und KBMA sind vier Evangelische Militärdekanate (EMilD) bzw. vier Katholische Militärdekanate (KMilD) in Berlin, Kiel, Köln und München als Mittelebene nachgeordnet. Dort wird die Verantwortung für die Militärseelsorge im Inland sowie die Dienstaufsicht über die Militärgeistlichen wahrgenommen.
Das Militärrabbinat hat fünf Außenstellen in Leipzig, Potsdam-Schwielowsee, Köln, Hamburg und München, die mit Militärrabbinern besetzt werden. 
An fast 100 Bundeswehr-Standorten in Deutschland gibt es Evangelische Militärpfarrämter und Katholische Militärpfarrämter, die den Militärdekanaten nachgeordnet sind. Sie haben in der Regel zwei Dienstposten für einen Geistlichen mit abgeschlossenem Theologiestudium und einen Pfarrhelfer. Diese haben in der evangelischen Militärseelsorge eine spezielle diakonische Ausbildung für die Bundeswehr.
Die fünf Außenstellen der Jüdischen Militärseelsorge sind in der Regel mit Militärrabbinern und Rabbinatshelfern besetzt.
Die Dienststellen der Deutschen Militärpfarrer an den Auslandsstandorten der Bundeswehr in den Vereinigten Staaten und bei den NATO-Stäben werden unmittelbar vom EKA bzw. KMBA geführt.
An der Spitze der Militärseelsorge stehen ein jüdischer Militärbundesrabbiner sowie je ein evangelischer und ein katholischer Militärbischof. Ersterer und letzterer üben diese Funktion im Nebenamt aus, der zweite seit 2014 hauptamtlich. Die katholische Militärseelsorge ist als Militärordinariat organisiert.

## Arbeitsgemeinschaften für Soldatenbetreuung

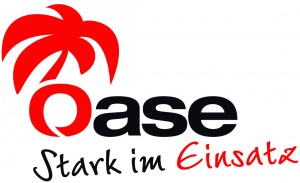
Logo der Betreuungseinrichtungen OASE

Als selbstständige und gemeinnützige Vereine für die Betreuung der Bundeswehrangehörigen und ihrer Familien bestehen die evangelische (EAS) und die Katholische Arbeitsgemeinschaft für Soldatenbetreuung (KAS), die die staatliche Militärseelsorge unterstützen. Auf ihre gemeinsame Initiative werden in den Einsatzgebieten die „OASE“ genannten Betreuungseinrichtungen betrieben. Sie stehen Soldaten aller Dienstgrade, Nationen und Konfessionen offen.
Bis in die Mitte der 1980er Jahre wurden von den Arbeitsgemeinschaften mit Unterstützung des Bundes über 40 Soldatenheime als Betreuungseinrichtungen im gesamten Gebiet der damaligen Bundesrepublik gebaut. Diese lagen außerhalb der militärischen Liegenschaften, aber in deren unmittelbarer Nähe. Heute werden diese teilweise als „OASEN im Inland“ bezeichnet.

## Einsatz
In den Einsatzkontingenten und auf den Schiffen der deutschen Marine werden Soldaten geistlich begleitet. In der fremden Umgebung und der besonderen Situation der Einsatzländer wissen viele Soldaten die Gottesdienste und die Gespräche mit den Militärseelsorgern zu schätzen.
In bewaffneten Konflikten sind Militärgeistliche Nichtkombattanten. Sie sind nach den Regeln des humanitären Völkerrechts unter allen Umständen zu schonen und zu schützen.

## Muslimische Militärseelsorge
Auch für die Muslime in der Bundeswehr soll ein geistliches Angebot geschaffen werden. Militärimame sollen über „Gestellungsverträge“ an die Bundeswehr gebunden werden. Dieser muss die deutsche Sprache in Wort und Schrift beherrschen, einen in Deutschland anerkannten Hochschulabschluss in islamischer Theologie besitzen, über eine seelsorgliche oder gemeindliche Erfahrung in Deutschland verfügen und von islamischen Religionsgemeinschaften, die die Zielgruppe der Soldaten repräsentieren, in die Bundeswehr entsandt und seitens der Bundeswehr akzeptiert werden.